# Heterophyes aequalis
Heterophyes aequalis ist ein zu den Saugwürmern gehörender Parasit des Dünndarms. Endwirt des Parasiten sind Hunde, Katzen, Schweine, Ratten und fischfressende Vögel wie Pelikane, Reiher und Habichtartige. Auch den Menschen kann der Saugwurm befallen und eine Heterophyose verursachen. Infektionen des Menschen kommen vor allem in Ägypten vor. Heterophyes aequalis ist darüber hinaus auch im Nahen Osten verbreitet.

## Merkmale
Heterophyes aequalis ist 0,5–1,4 mm lang und 0,25–0,5 mm breit. Der Bauchsaugnapf hat einen Durchmesser von 60–180 µm und ist etwa so groß wie der Mundsaugnapf (daher der zweite Teil des Artnamens: lateinisch aequalis ‚gleich‘). Die gelblich braunen Eier sind 23–25 × 14–16 µm groß. Morphologisch ähnelt der Saugwurm Heterophyes dispar, mit 14–25 hat er aber eine kleinere Zahl von Fortsätzen am Gonotyl als letzterer (22–35). Zudem enden die kurzen Blinddärme bei Heterophyes aequalis bereits vor dem Vorderrand der Hoden.

## Lebenszyklus
Die Entwicklung verläuft über zwei Zwischenwirte. Der Endwirt scheidet die Eier mit dem Kot aus. Daraus schlüpfen die Mirazidien und dringen in den ersten Zwischenwirt ein. Als erster Zwischenwirt fungiert die Brackwasserschnecke Pirenella conica. In ihr entwickeln sich die Redien bzw. Zerkarien. Diese werden vom zweiten Zwischenwirt aufgenommen. Dies sind
die Großkopfmeeräsche, die Dünnlippige Meeräsche, die Gold-Meeräsche, der Weiße Zackenbarsch, Tristramella simonis, die Große Gabelmakrele, Lichia glauca und Barbus canis. Die Infektion des Endwirts erfolgt durch Aufnahme von Metazerkarien mit rohem oder ungenügend erhitztem Fisch.